# USA-230
O USA-230 (também conhecido como SBIRS-GEO 1) é um satélite estadunidense para fins militares como parte do Space-Based Infrared System. Foi lançado em 7 de maio de 2011 às 18:10 UTC da Estação da Força Aérea de Cabo Canaveral, Flórida, Estados Unidos, através de um foguete Atlas V. Os satélites SBIRS do qual o USA-230 faz parte são um substituto para o Defense Support Program. Eles são destinados a detectar lançamentos de ICBM.
O SBIRS GEO-1 foi fabricado pela Lockheed Martin e é construído sobre o A2100M ônibus via satélite.

## Ligações Externas
- 2011-019A
- 37481
- Gunter's Space Page:USA-230